# Трумен Капоте
Трумен Гарсіа Капоте (англ. Truman Garcia Capote, 30 вересня 1924 — 25 серпня 1984) — американський письменник. Писав оповідання, романи, театральні п'єси і нехудожні твори. За його творами було поставлено щонайменше 20 фільмів і телевізійних вистав. Деякі його твори вважаються класикою повоєнної американської літератури: зокрема «Сніданок у Тіффані» (англ. Breakfast at Tiffany's, 1958) та «З холодним серцем» (англ. In Cold Blood, 1965).

## Літературна творчість
Капоте вважається класиком американської післявоєнної літератури. Він є одним із найголовніших представників «південної готики», поряд з Гарпер Лі, Вільямом Фолкнером, Карсон Маккаллерс та Теннессі Вільямсом. Головні типи творчості — художня література та документалістика. Писав у жанрі «невигаданого» роману або, так званої, «нової журналістики».

## Біографія

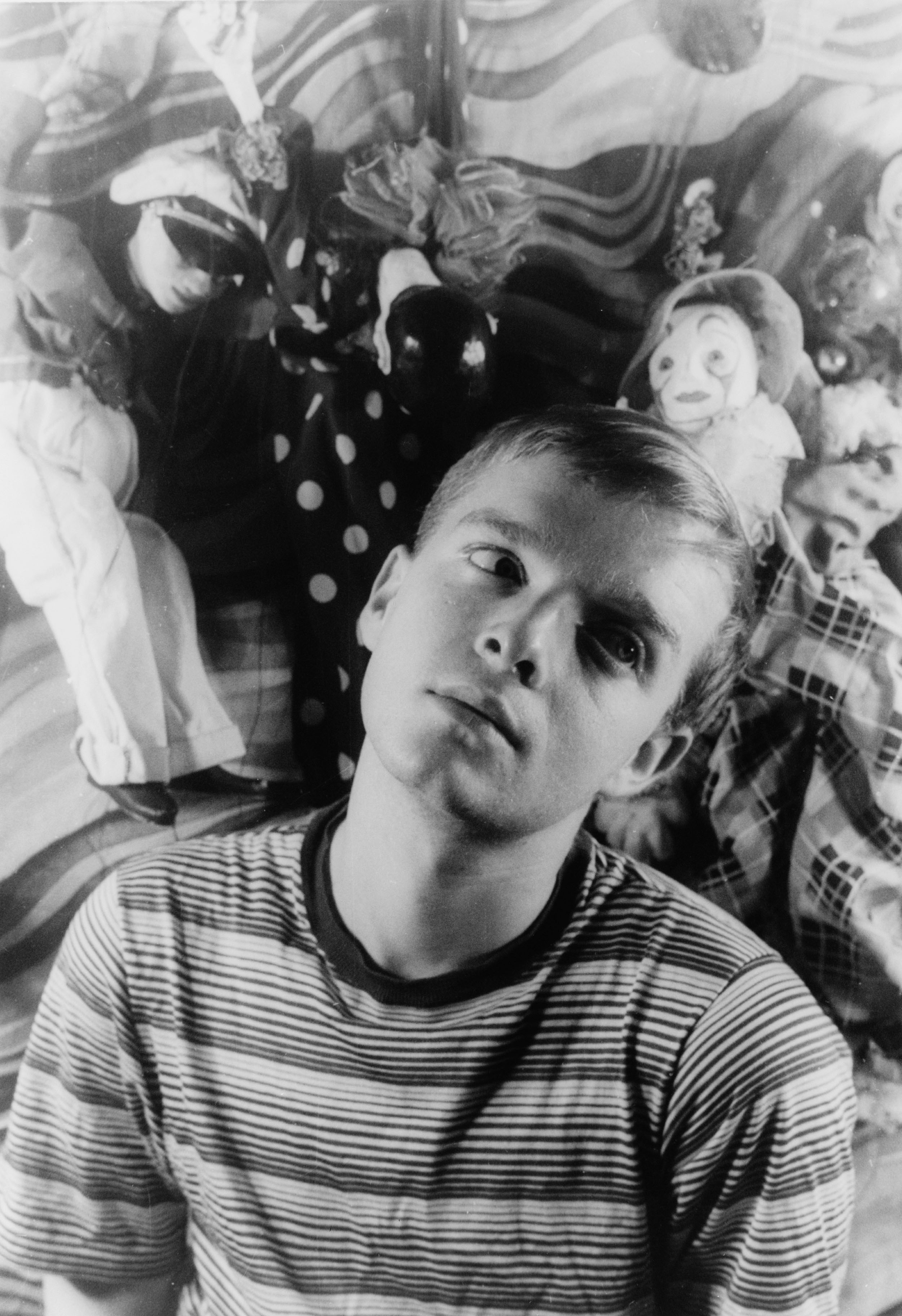
Трумен Капоте, 1948, Карл Ван Вехтен

Трумен Капоте народився в Новому Орлеані і прожив там перші 18 років. Писати почав у вісім років, як сам казав «ні з того ні з сього, не спонукуваний нічиїм прикладом». Шкільні завдання він не робив, а натомість писав кожен день по кілька годин.
| Я писав пригодницькі повісті, детективні розповіді з вбивствами, скетчі, історії, почуті від колишніх рабів і ветеранів Громадянської війни. Одержував велике задоволення — спочатку. Задоволення скінчилося, коли виявив різницю між гарним і поганим стилем, а потім зробив ще тривожніше відкриття, відчувши різницю між дуже хорошим стилем і справжнім мистецтвом. Ледве вловимий — але страшний. До сімнадцяти років я був закінченим письменником |

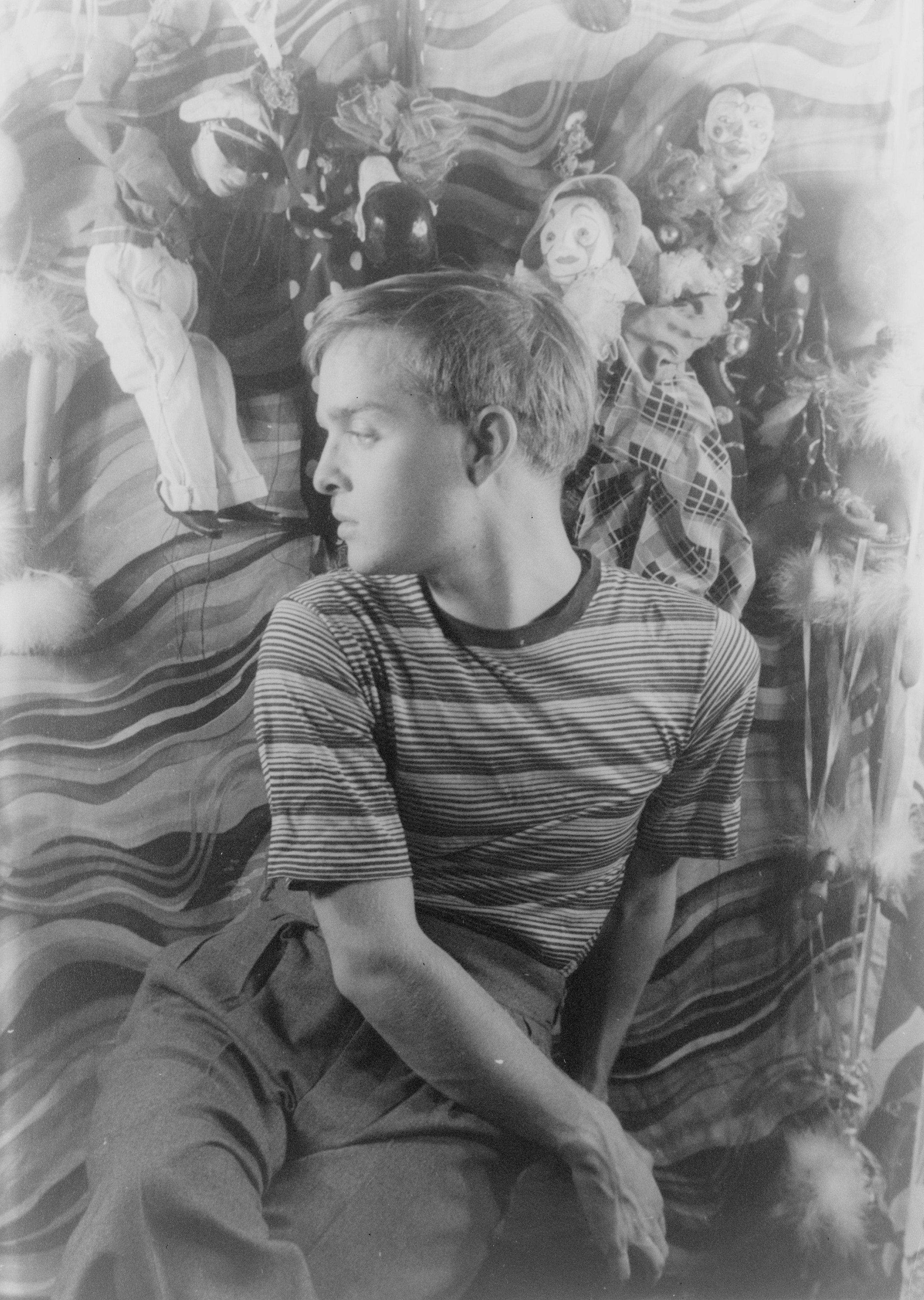
Трумен Капоте, 1948, Карл Ван Вехтен

У 19-річному віці Труман опублікував у журналі «Мадемуазель» оповідання «Міріам», яке було відзначене премією О. Генрі. У 1949 році була опублікована його збірка «Древо ночі та інші оповідання» (англ. A Tree of Night and Other Stories), а в 1951 — повість «Лугова арфа» (англ. The Grass Harp). У 1948 році вийшов його перший роман «Інші голоси, інші кімнати», чудово зустрінутий критиками. На відміну від документальних творів, у романі виявилися схильність автора до фантазії та гротеску та його відраза до філістерського життя.
З самого початку в його творчості розрізнялися дві течії: чисто художня проза і документальна.
Документалістика почалася з дитинства:
| Найцікавішим у моїх спробах тих років були щоденні звичайні спостереження, які я заносив у щоденник. Описи сусіда. Довгі дослівні звіти про підслухані розмови. Місцеві плітки. Репортерство в жанрі «побаченого» і «почутого» згодом сильно вплинуло на мене, хоча я цього не помічав, бо всі мої «офіційні» писання, те, що я шліфував і акуратно друкував на машинці, було белетристикою. |
Спочатку у «місцевий колорит» (1950), книзі портретів і нарисів. За нею, у 1956 році була книга «Музи чутні» — розповідь про поїздку в СРСР негритянської групи з виставою «Поргі й Бесс».
Найбільшу популярність принесла Капоте книга «З холодним серцем» (англ. In Cold Blood) 1966 року — невигаданий роман про двох молодих психопатів, котрі вбили усю канзаську сім'ю. Зрощення художності й документальності, котре дедалі сильніше займало розуми американців у той час, породило «нову журналістику». На відміну від відомих «нових журналістів» на кшталт Тома Вулфа і Нормана Мейлера, письменник не перебував на першому плані та його переживання не переставало бути чи не важливішим за те, про що він писав.

| Найважчим у цій роботі було повністю прибрати себе з книги. |

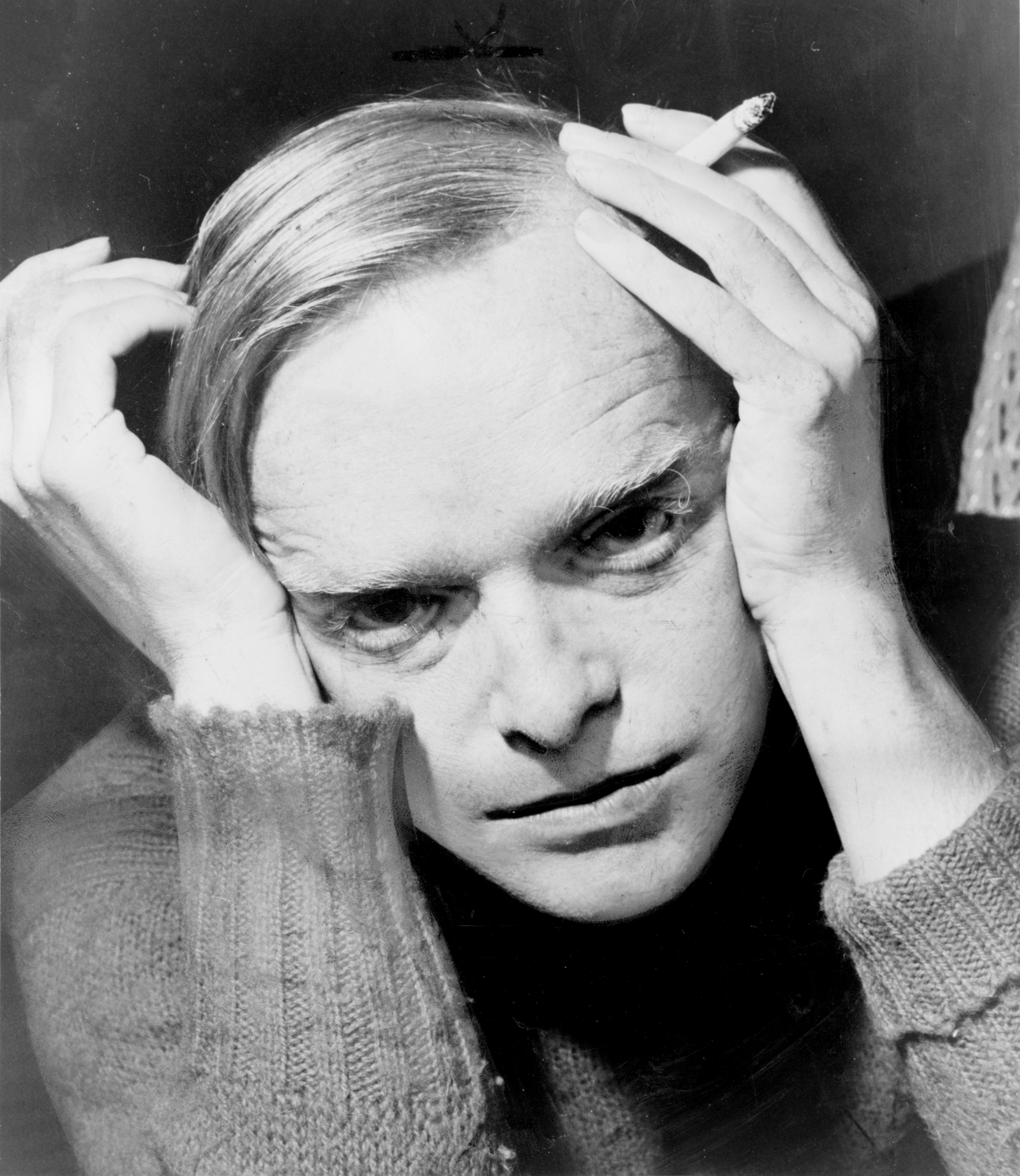
Трумен Капоте, 1959, Роджер Хіггінз

Під час написання цієї книги Капоте провів шість років, мандруючи рівнинами Канзасу, розмовляючи зі свідками та вбивцями.
Подібно до його сучасника Джерома Селінджера, Трумена Капоте займав не масштаб, а досконалість написаного, не сильна заява, а правдивість її, не виховання людей, а їх розуміння.
Водночас Капоте не був авангардистом. Він міг взяти готову форму і антураж готичного роману, як в «Інших голосах, інших кімнатах», і наповнити їх свіжістю, виправдавши таємниці й жахи тим, що дійсність сприйнята оком недосвідченої, чутливої дитини, яка швидко дорослішає.
Після «З холодним серцем» Капоте став дуже популярним. Вів світське життя. Був гомосексуалом і не приховував цього. Багато пив, через що потім лікувався від алкоголізму та наркоманії. Розповнішав, і голодував на лікувальній дієті. Він намагався писати, але, як зазначають критики, нічого достойнішого за «З холодним серцем» не видав.
Капоте помер у Лос-Анджелесі 25 серпня 1984 року, в будинку своєї старої подружки, Джоан Карсон, у 59-річному віці. Причиною смерті став цироз печінки, викликаний наркотичним токсикозом.

## Повна бібліографія Трумена Капоте, хронологія
| Рік            | Назва                                                                               | Тип/Опис                                                                      |
| -------------- | ----------------------------------------------------------------------------------- | ----------------------------------------------------------------------------- |
| 1945           | Міріам (Miriam)                                                                     | Оповідання                                                                    |
| 1948           | Інші Голоси, Інші Кімнати (Other Voices, Other Rooms)                               | роман                                                                         |
| 1949           | Дерево Ночі та Інші Оповідання (A Tree of Night and Other Stories)                  | Збірка оповідань                                                              |
| приблизно 1949 | Літній Круїз (Summer Crossing)                                                      | Роман; посмертно опублікований у 2005                                         |
| 1951           | Лугова арфа (The Grass Harp)                                                        | Роман                                                                         |
| 1952           | Лугова арфа (The Grass Harp)                                                        | П'єса                                                                         |
| 1953           | Відлупцюй Диявола (Beat the Devil)                                                  | Оригінальний сценарій                                                         |
| 1954           | Будинок Квітів (House of Flowers)                                                   | Бродвейський Мюзикл                                                           |
| 1956           | Там, де Музи Чутні (The Muses Are Heard)                                            | Публіцистика                                                                  |
| 1956           | «Різдвяна Пам'ять (Christmas Memory)»                                               | Оповідання                                                                    |
| 1957           | «Граф у своєму маєтку»                                                              | Портрет Марлона Брандо;                                                       |
| 1958           | Сніданок у Тіффені (англ. Breakfast at Tiffany's)                                   | Повість                                                                       |
| 1960           | Невинні (The Innocents)                                                             | Сценарій                                                                      |
| 1963           | Обрані Твори Трумена Капоте (Selected Writings of Truman Capote)                    | Ретроспективної антології; белетристика та документалістика                   |
| 1965           | З холодним серцем (In Cold Blood)                                                   | «Документалістичний роман»                                                    |
| 1968           | Гість на святі (The Thanksgiving Visitor)                                           | Різдвяна історія, опублікована у вигляді Подарункової Книги                   |
| 1973           | Собаки гавкають (The Dogs Bark)                                                     | Збірка статей із подорожей та персональних замальовок                         |
| 1975           | Мохаве (Mojave) та La Cote Basque, 1965                                             | Оповідання із Молитовні Відповіді                                             |
| 1976           | «Unspoiled Monsters» та «Kate McCloud»                                              | Оповідання із Молитовні Відповіді                                             |
| 1980           | Музика для Хамелеонів (Music for Chameleons)                                        | Колекція коротких оповідань, белетристики та документалістики                 |
| 1983           | Одного Різдва (One Christmas)                                                       | Різдвяна історія, опублікована у вигляді Подарункової Книги                   |
| 1987           | Молитовні Відповіді (Answered Prayers: The Unfinished Novel)                        | Опубліковано посмертно                                                        |
| 1987           | Читач Капоте (Capote's Reader)                                                      | Омнібусне видання короткий оповідань Капоте, белетристика та документалістика |
| 2004           | Збірка Оповідань Трумена Капоте                                                     | Антологія Оповідань                                                           |
| 2004           | Надто швидкі та задовільні: Листи Трумена Капоте                                    | Видано біографом Капоте, Джеральдом кларком                                   |
| 2006           | Літній Круїз (Summer Crossing)                                                      | Опубліковане як книга у 2006 із післямовою Алана У. Шварца, виконавця.        |
| 2007           | Портрети та Спостереження (Portraits and Observations: The Essays of Truman Capote) |                                                                               |

## Українські переклади
- З холодним серцем / Т. Капоте ; пер. з англ. В. Митрофанов. — Київ: Молодь, 1970.
- Лугова арфа; Сніданок у Тіффані; З холодним серцем: повісті / Т. Капоте ; пер. з англ.: В. Митрофанов. — Київ: Дніпро, 1977. — 461 с.
- Діти в день народження ; пер. з англ. Мар Пінчевський / Американська новела. Збірник. — Київ: Дніпро, 1976. — С. 302—318.
- Музика для Хамелеонів ; Одного різдва ; пер. з англ. Дмитро Костенко // Всесвіт. — 1987.
- Містер Джонс ; пер. з англ. Галина Митрофанова // Всесвіт. — 1993.
- Сніданок у Тіффані ; пер. з англ. Т. Бойка. — Київ: Komubook, 2016. — 160 с.
- Інші голоси, інші кімнати ; пер. з анг. Є. Даскал. — Харків: Віват, 2017. — 224 с.

## Екранізації
- 1953 — Осором диявола / Beat the Devil
- 1958 — Das Glück sucht seine Kinder
- 1959 — De grasharp
- 1961 — Сніданок у Тіффані
- 1965 — Ruohojen harppu
- 1967 — The Thanksgiving Visitor
- 1967 — In Cold Blood
- 1969 — Trilogy
- 1972 — The Glass House
- 1992 — Hello Stranger
- 1994 — One Christmas
- 1995 — «Лугова пісня» / The Grass Harp
- 1995 — Other Voices, Other Rooms
- 1996 — In Cold Blood
- 1997 — A Christmas Memory
- 2002 — Children on Their Birthdays

Історія життя Капоте, і написання ним «З холодним серцем» два рази зображувалися на екрані.
Так, у 2005 році, режисер Беннетт Міллер зняв фільм «Капоте» (англ. Capote), котрий розповідає про життя Трумена під час написання його роману «З холодним серцем». Капоте у фільмі зіграв актор Філіп Сеймур Гоффман (англ. Philip Seymour Hoffman), за що у 2006 році отримав нагороди Оскар, Золотий глобус та нагороду Британської кіноакадемії. Сам фільм був номінантом 4-х оскарів та лавреатом одного. Роль Гарпер Лі, старої подружки Трумена, виконала Кетрін Кінер.
Прем'єра фільму відбулася на день народження Трумена.
У 2006 році режисер Дуглас МакГрат зняв фільм «Погана слава» із таким самим сюжетом. Роль Капоте в ньому виконав Тобі Джонс (англ. Toby Jones). Роль подружки Капоте Гарпер Лі в цьому фільмі виконала Сандра Баллок.